# Euphoriomyces gillerforsii
Euphoriomyces gillerforsii är en svampart som tillhör divisionen sporsäcksvampar, och som först beskrevs av Huggert, och fick sitt nu gällande namn av Isabelle Irene Tavares. Euphoriomyces gillerforsii ingår i släktet Euphoriomyces, och familjen Laboulbeniaceae. Arten är reproducerande i Sverige.